# Кескозеро
Кескозеро (рос. Кескозеро, карел. Keskoijärvi) — село в Олонецькому районі Республіки Карелія, Росія. Входить до складу Коткозерського сільського поселення.

## Розташування
Село розташоване на північному сході однойменного озера, поблизу автомагістралі «Кола».

## Галерея

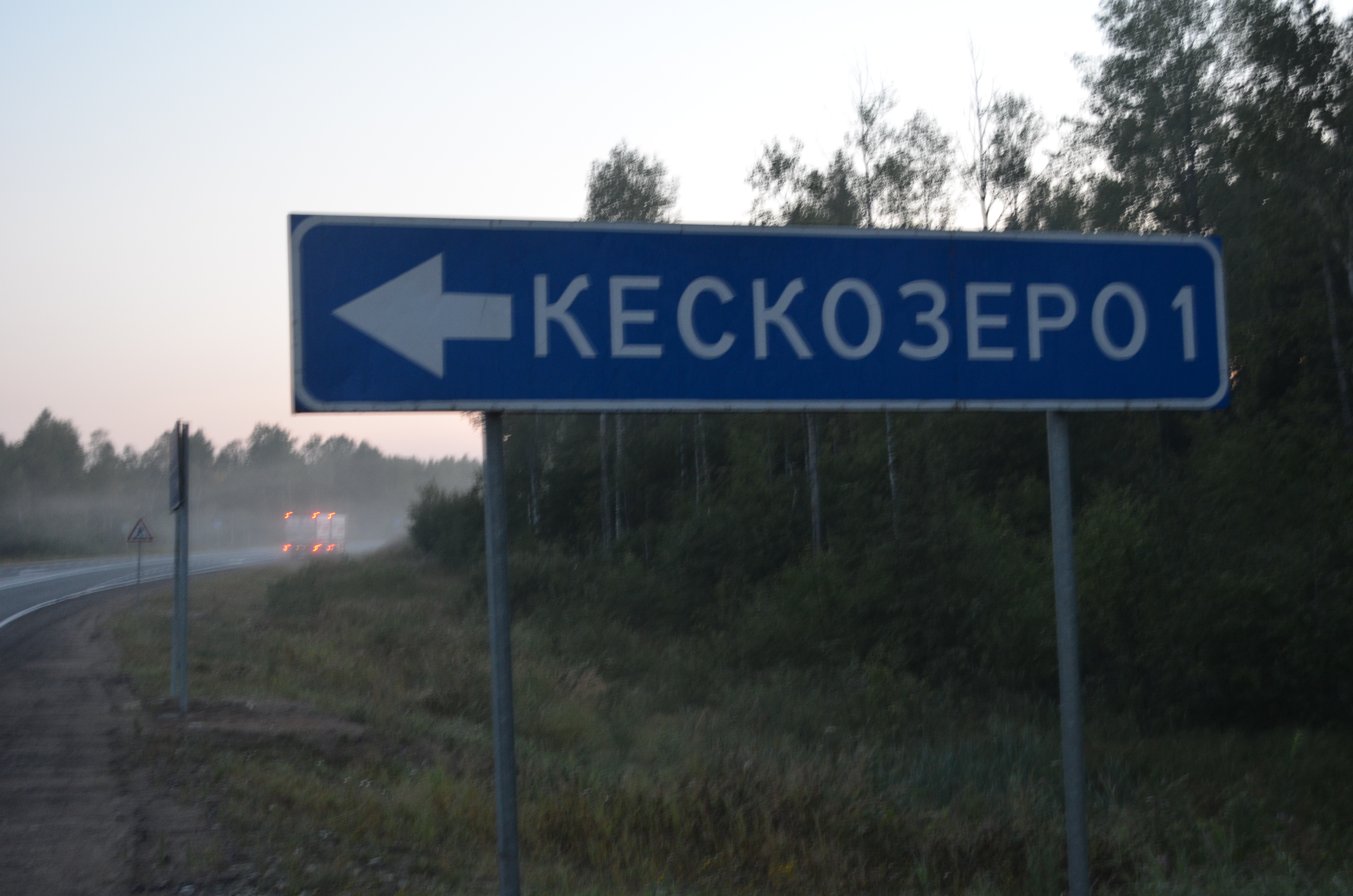
Поворот на Кескозеро з автомагістралі «Кола»
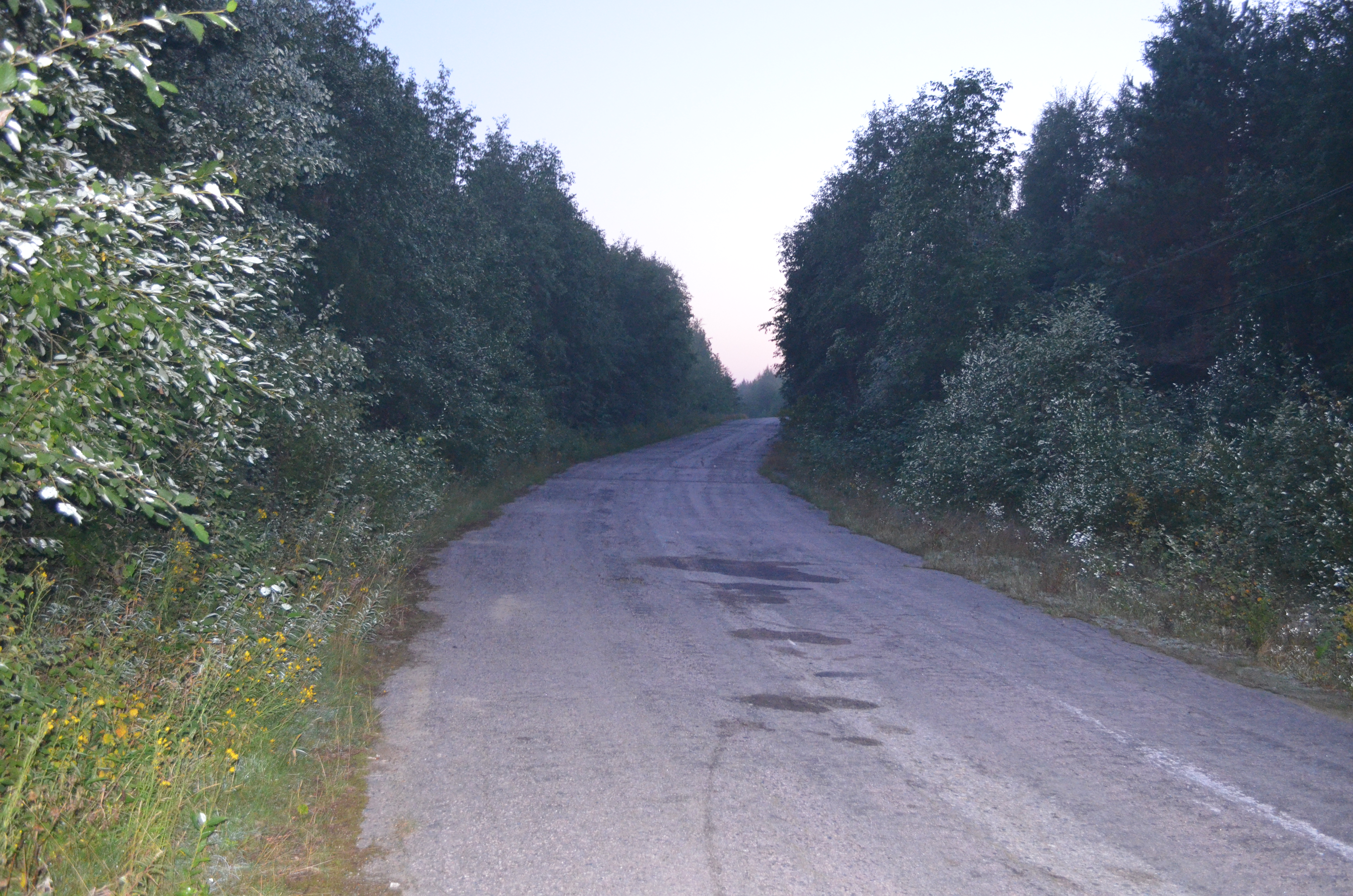
Дорога до села